# Crypte d'Egmont

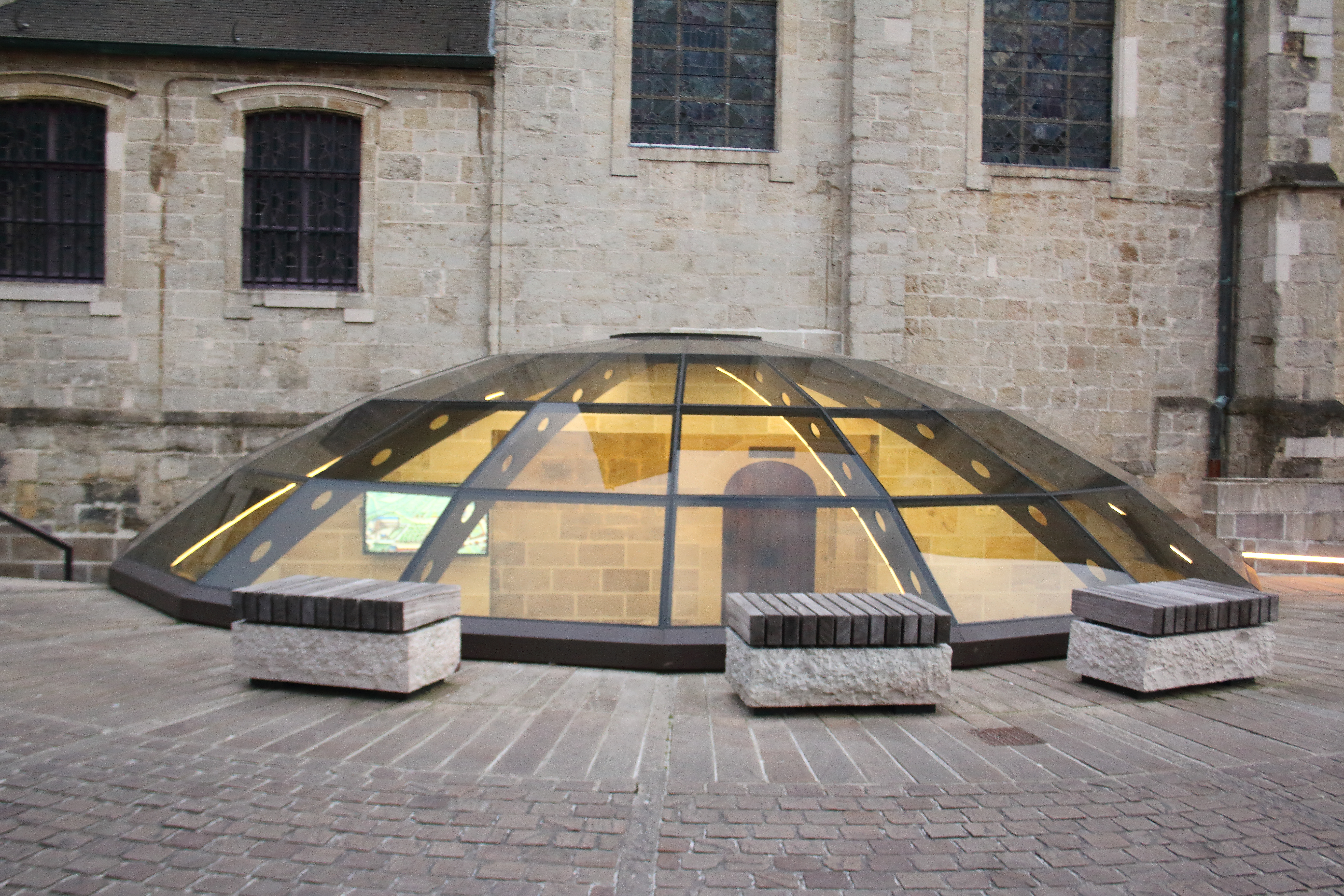
La crypte d'Egmont en 2020

La crypte d'Egmont (en néerlandais Egmontcrypte) est une crypte dans la ville belge de Zottegem, située à la Place du Marché (Markt).
En 1563 Lamoral comte d'Egmont fit construire une crypte dans l'église à Zottegem pour son grand-père Jacques II de Luxembourg-Fiennes et pour sa mère Françoise de Luxembourg. Les dépouilles mortelles de Lamoral comte d'Egmont (décapité en 1568 sur la Grand-Place de Bruxelles) et de sa femme Sabine de Palatinat-Simmern furent ajoutées plus tard. La crypte s'est utilisée jusqu'au XVIIe siècle avant de tomber dans l'oubli. Les dépouilles furent redécouvertes en 1804 dans l'église de l'Assomption. Une nouvelle crypte fut construite en 1857 ; elle fut rénovée en 1951. Outre les deux dépouilles, la crypte contient les boîtes de plomb en forme de cœur qui contenaient les cœurs embaumés de Lamoral et de ses fils Philippe et Charles (les cœurs mêmes se trouvent dans le musée d'Egmont). Une coupole en verre fut construite lors de la rénovation du centre-ville en 2016. Un écran multimédia raconte l'histoire d'Egmont et de Zottegem au XVIe siècle.

## Images

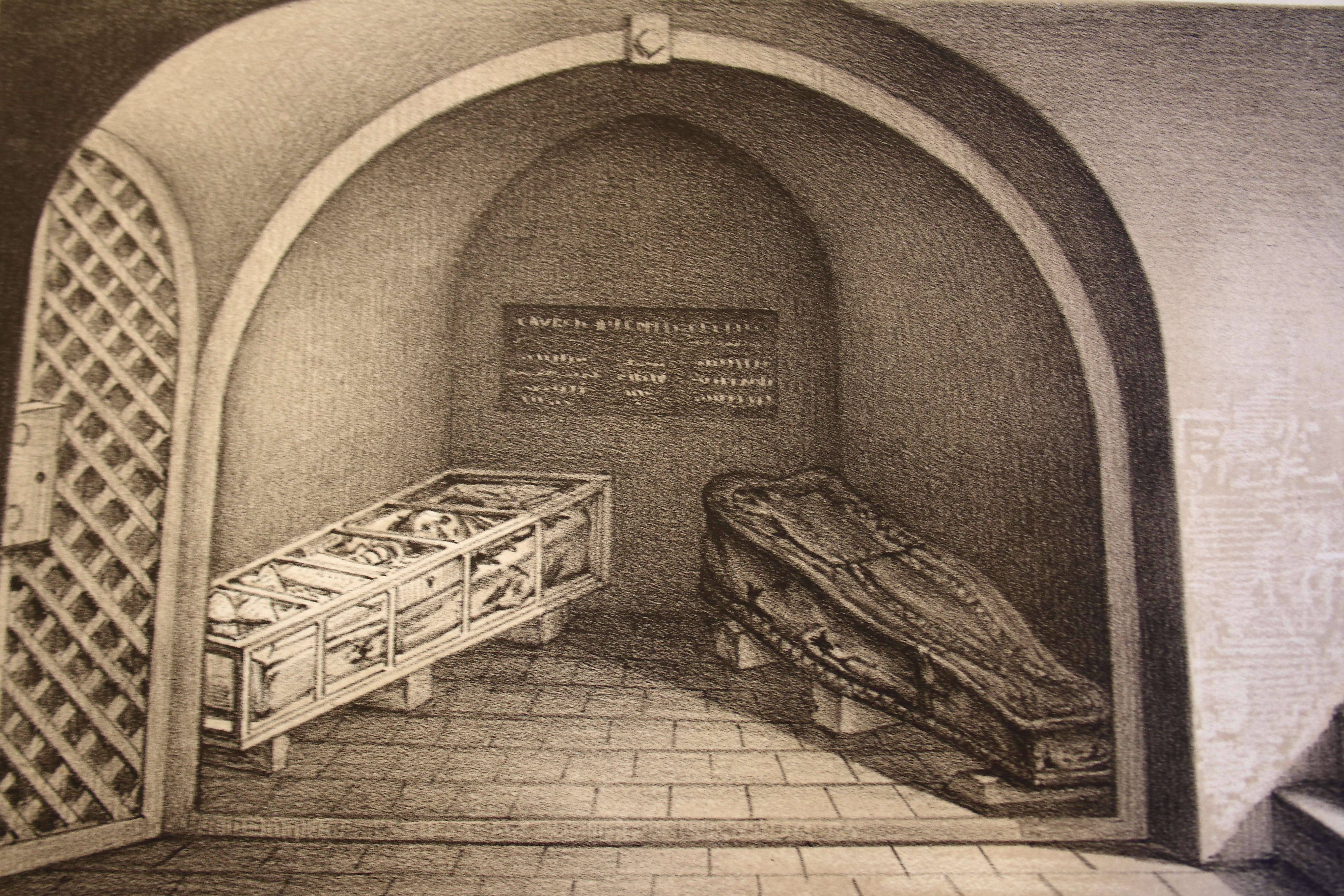
La crypte en 1869
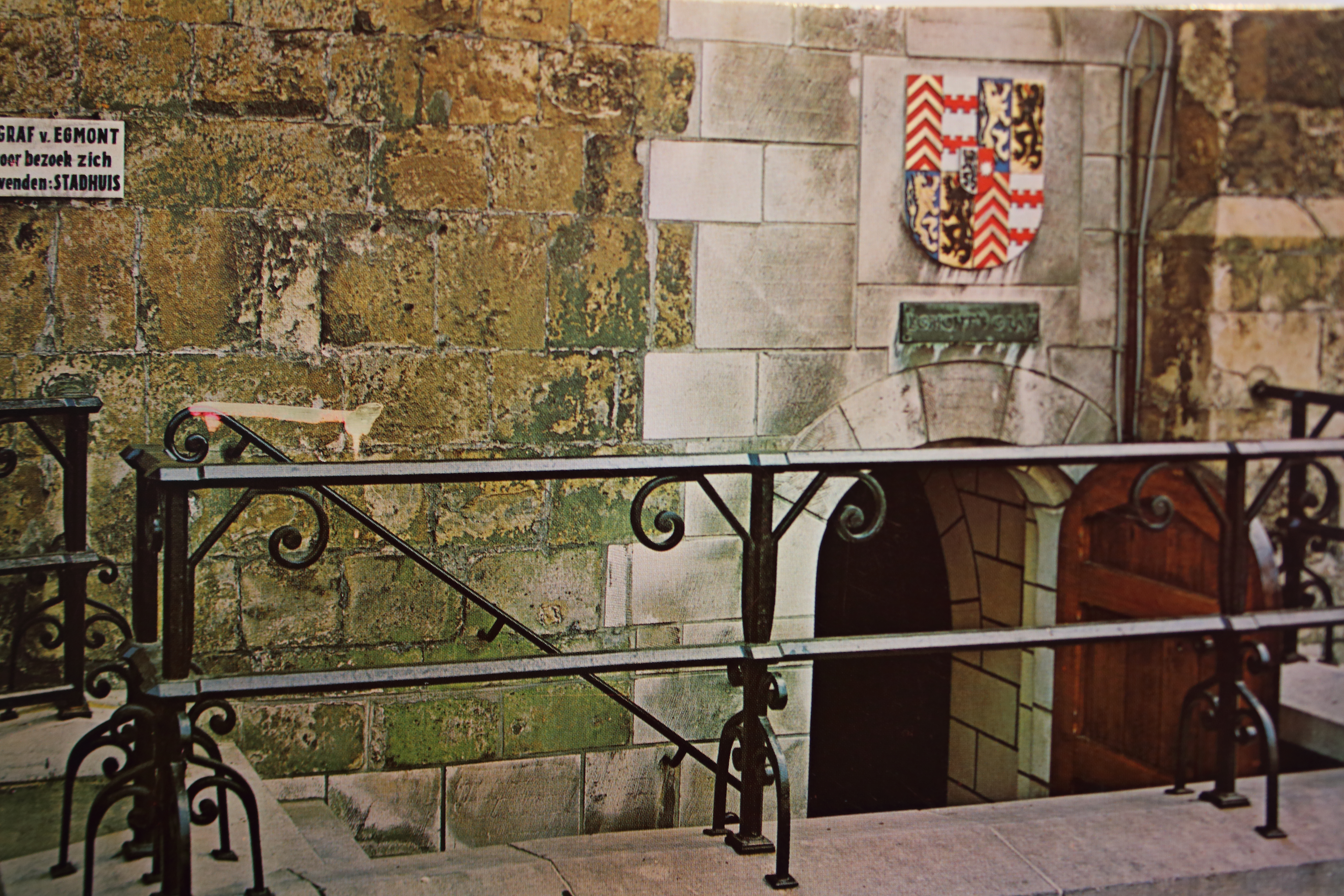
La crypte en 1984
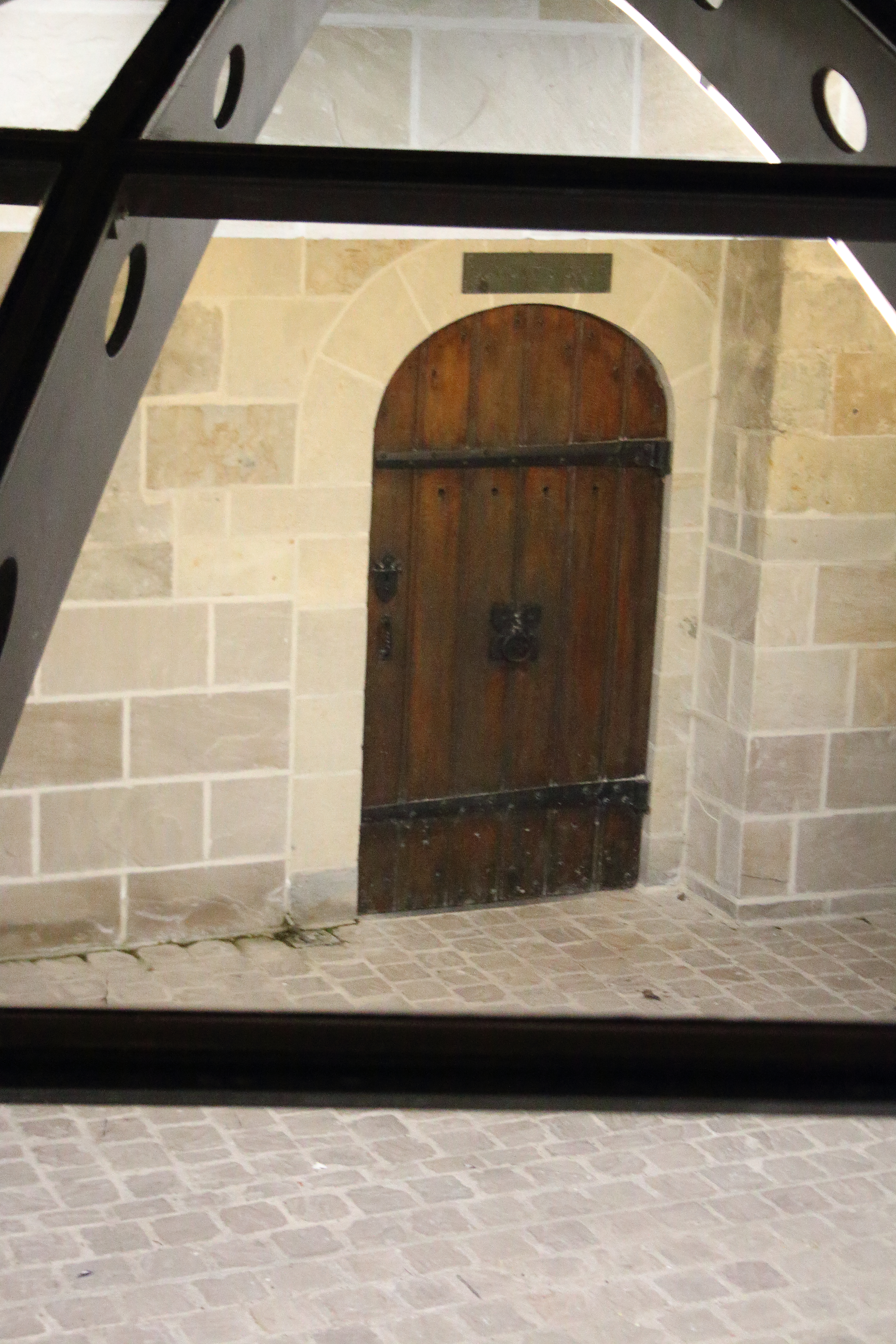
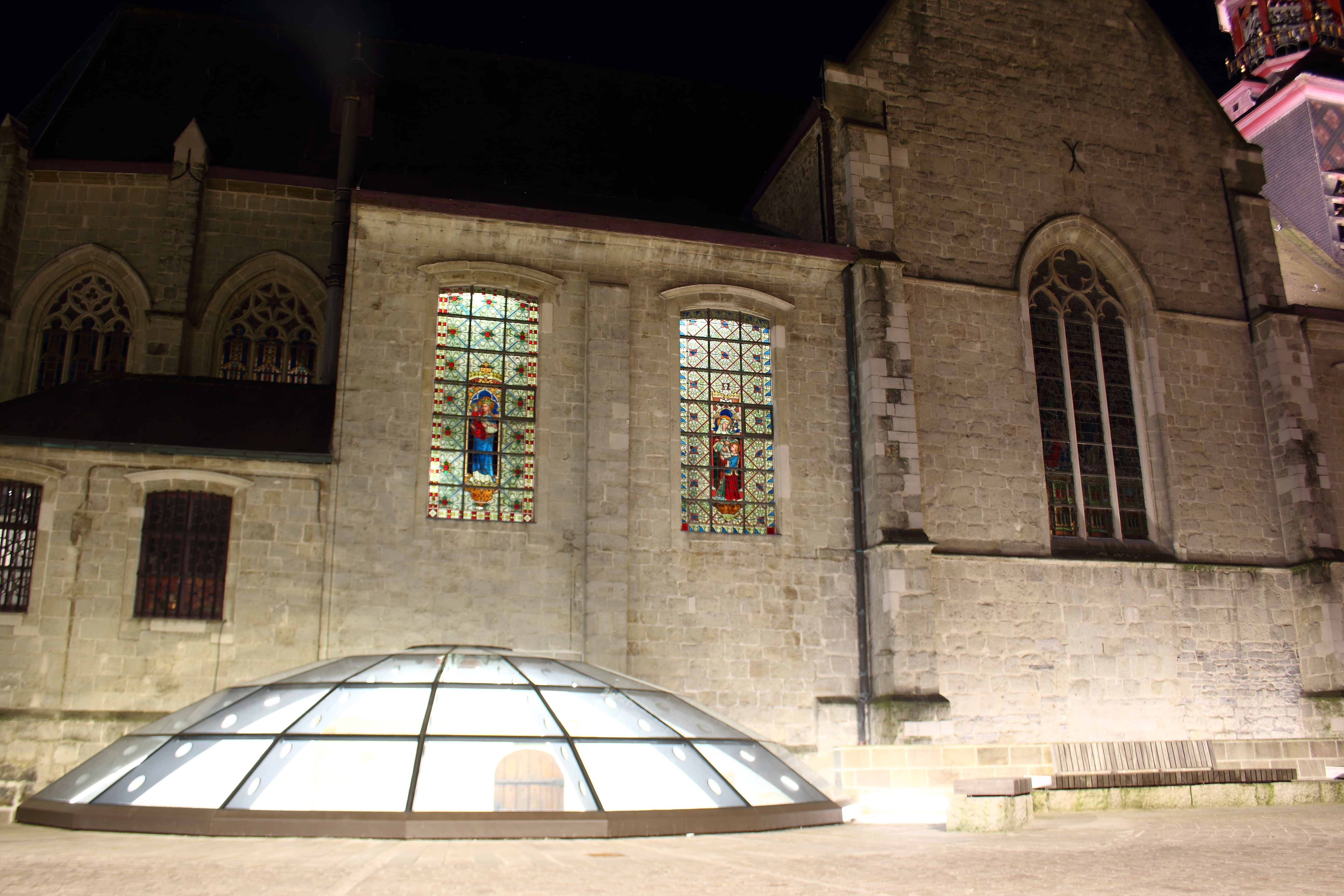
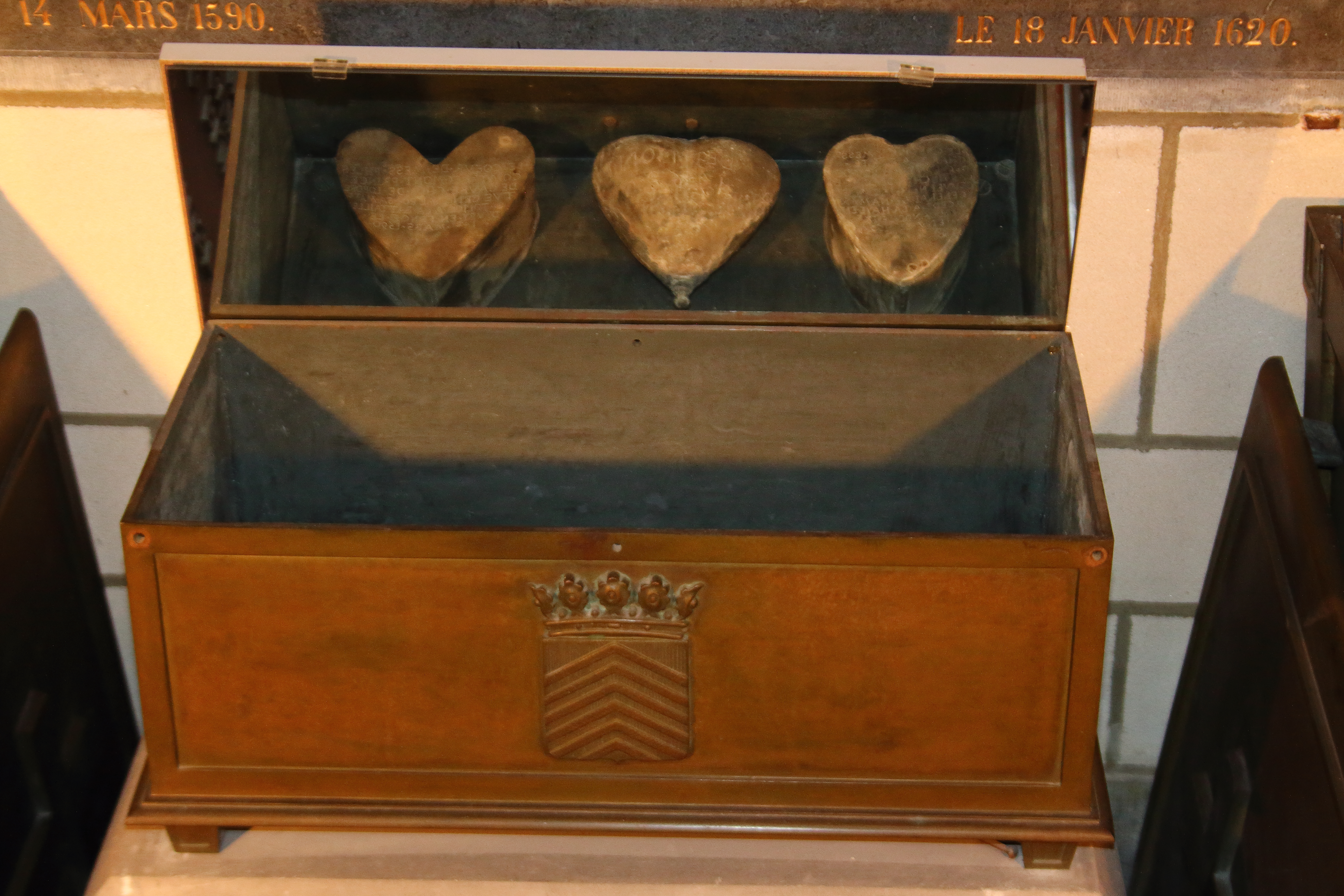
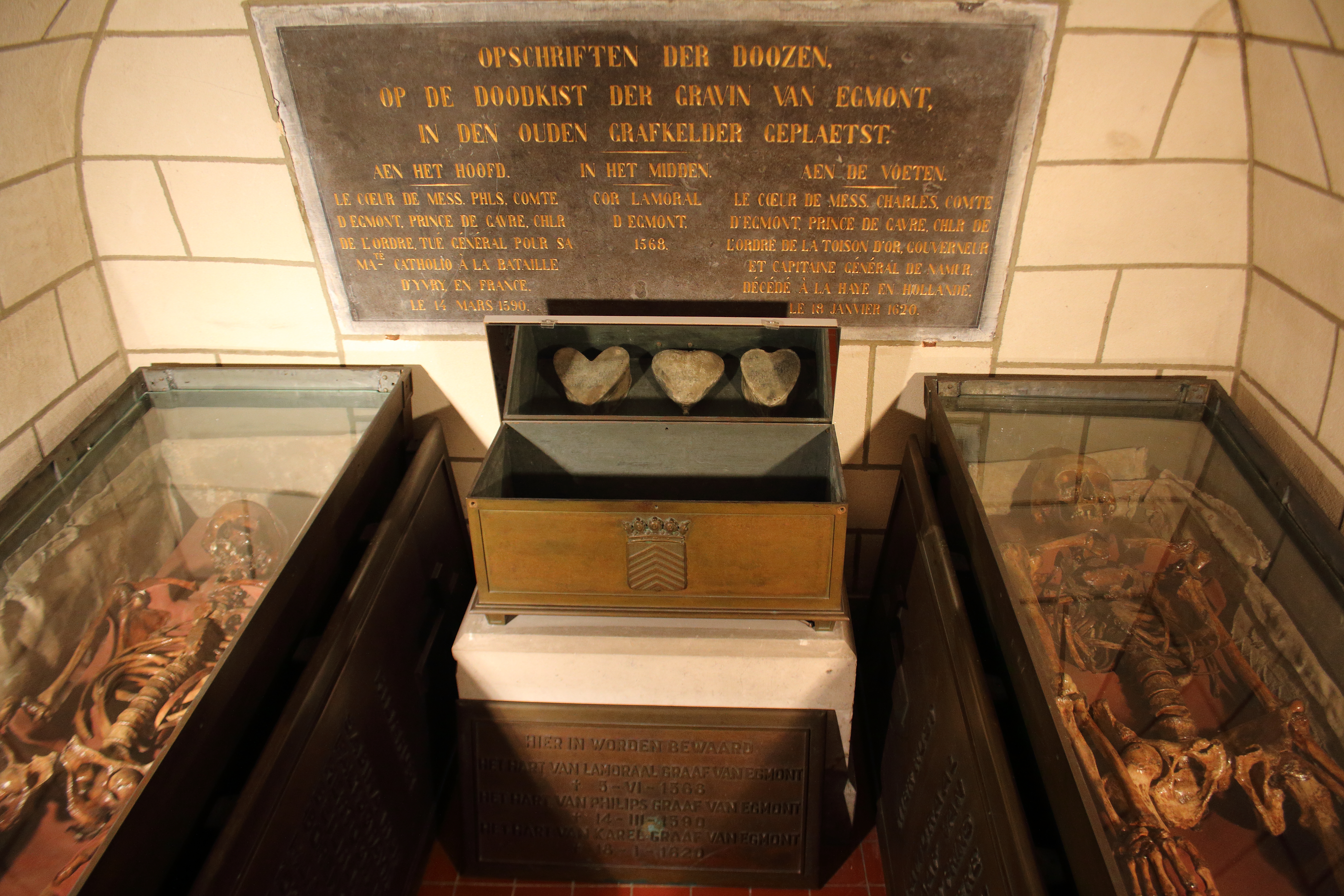
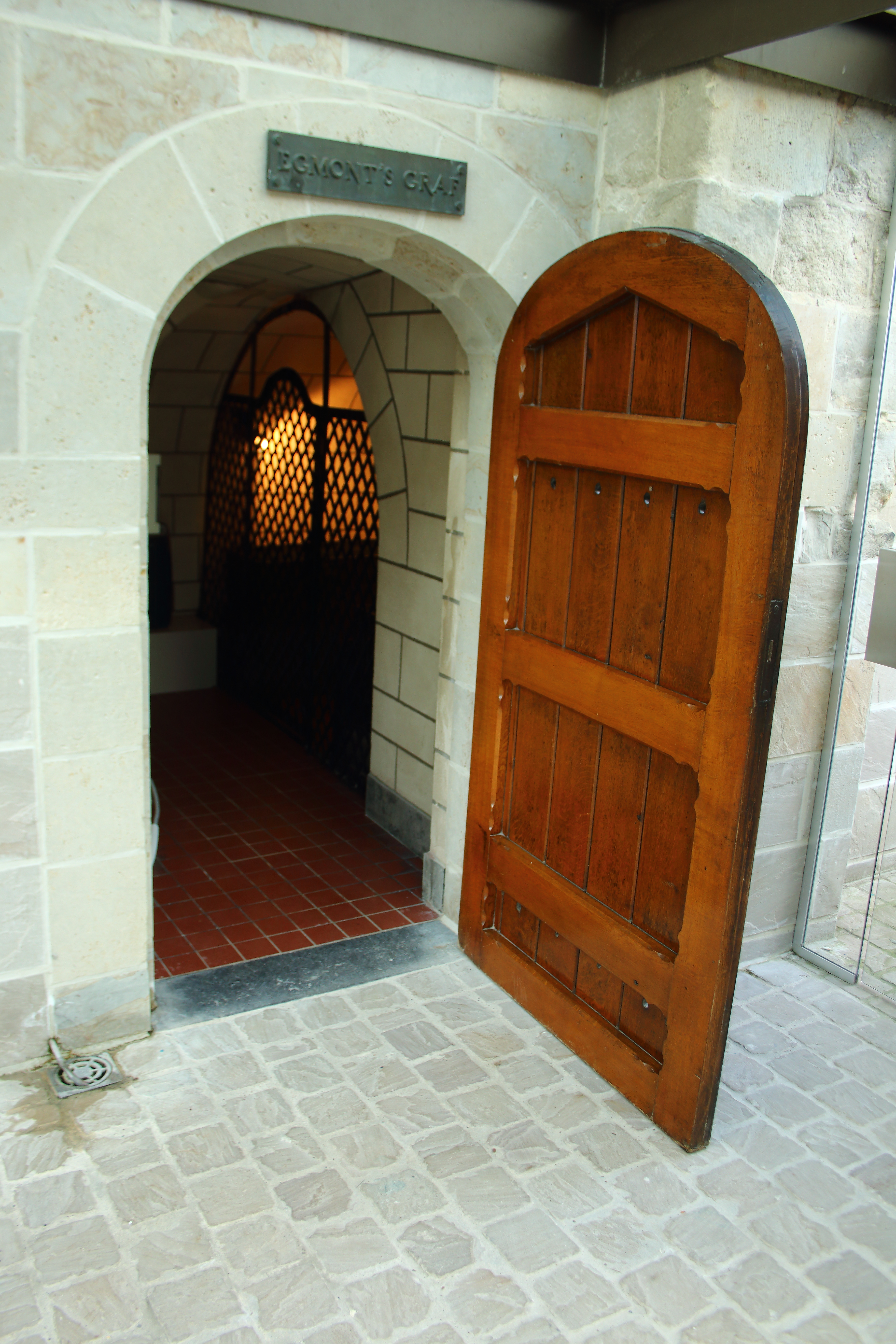
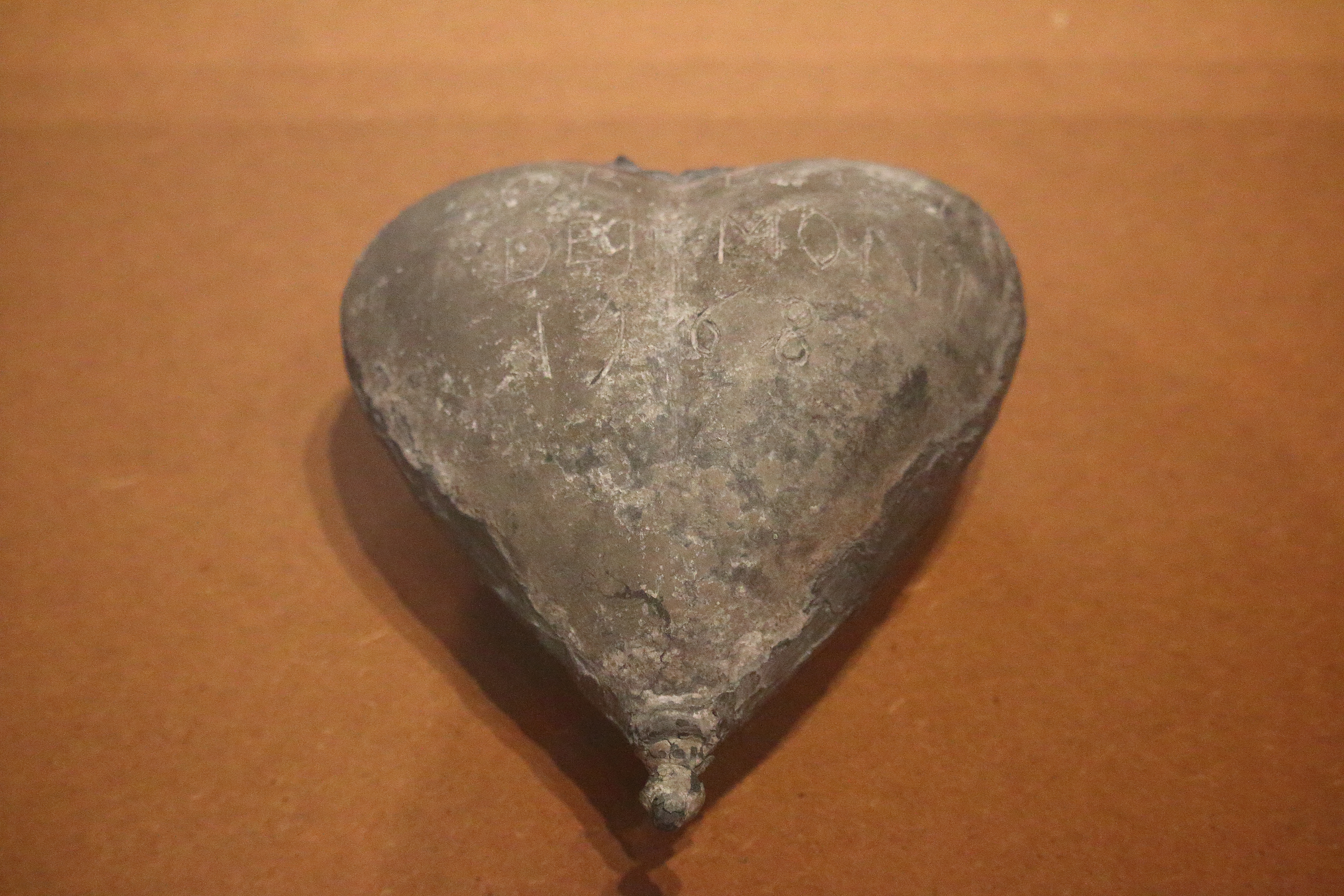
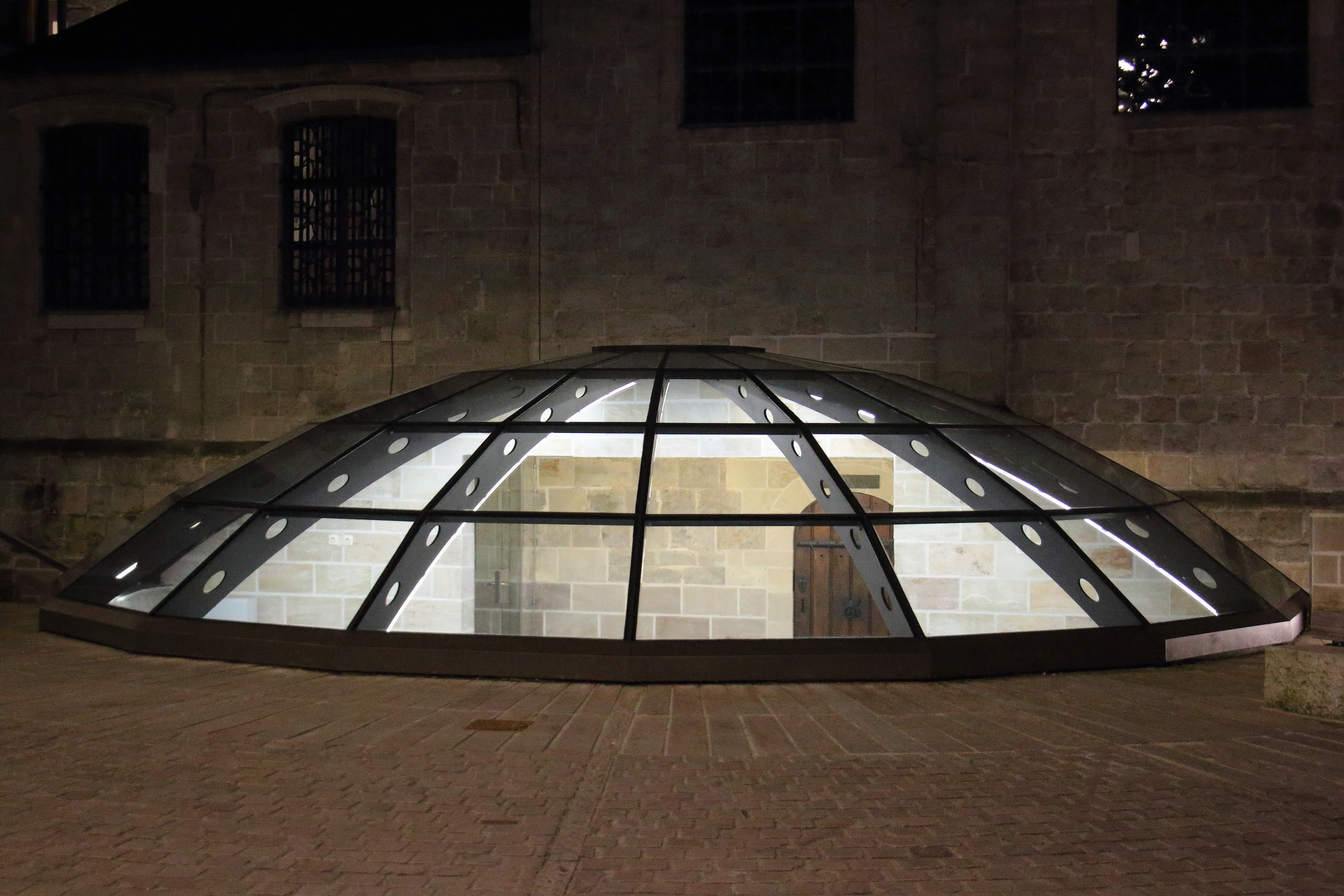
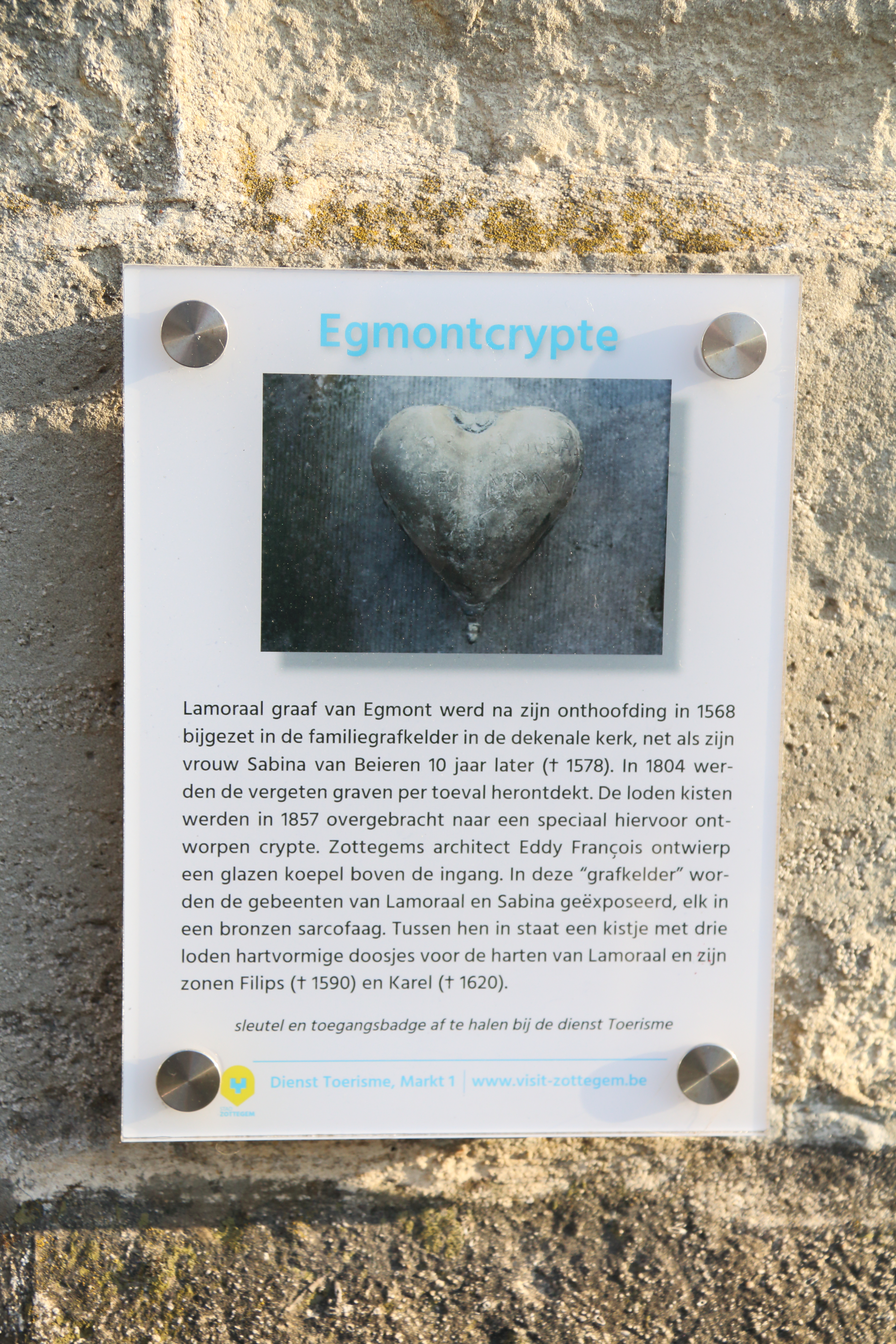
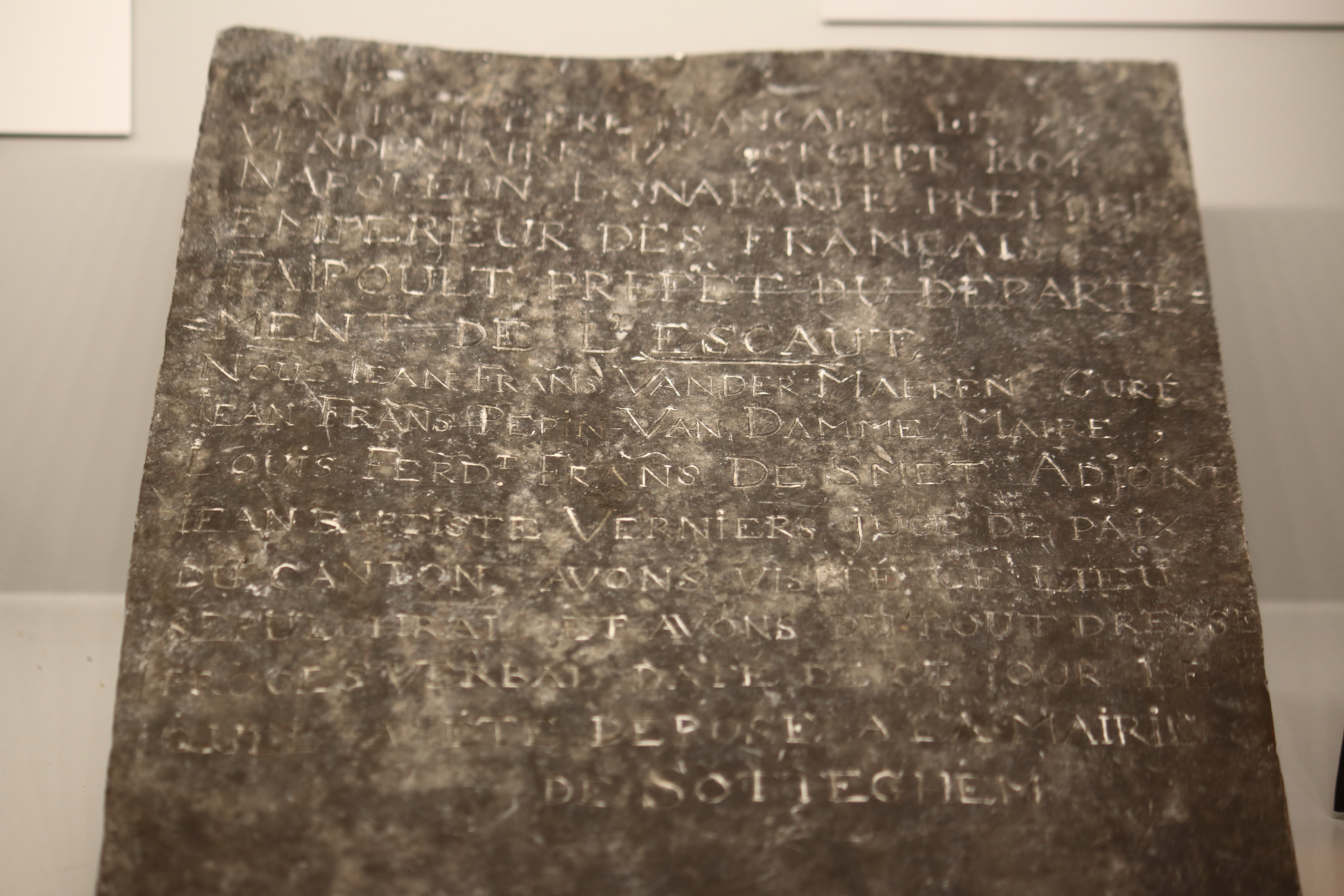
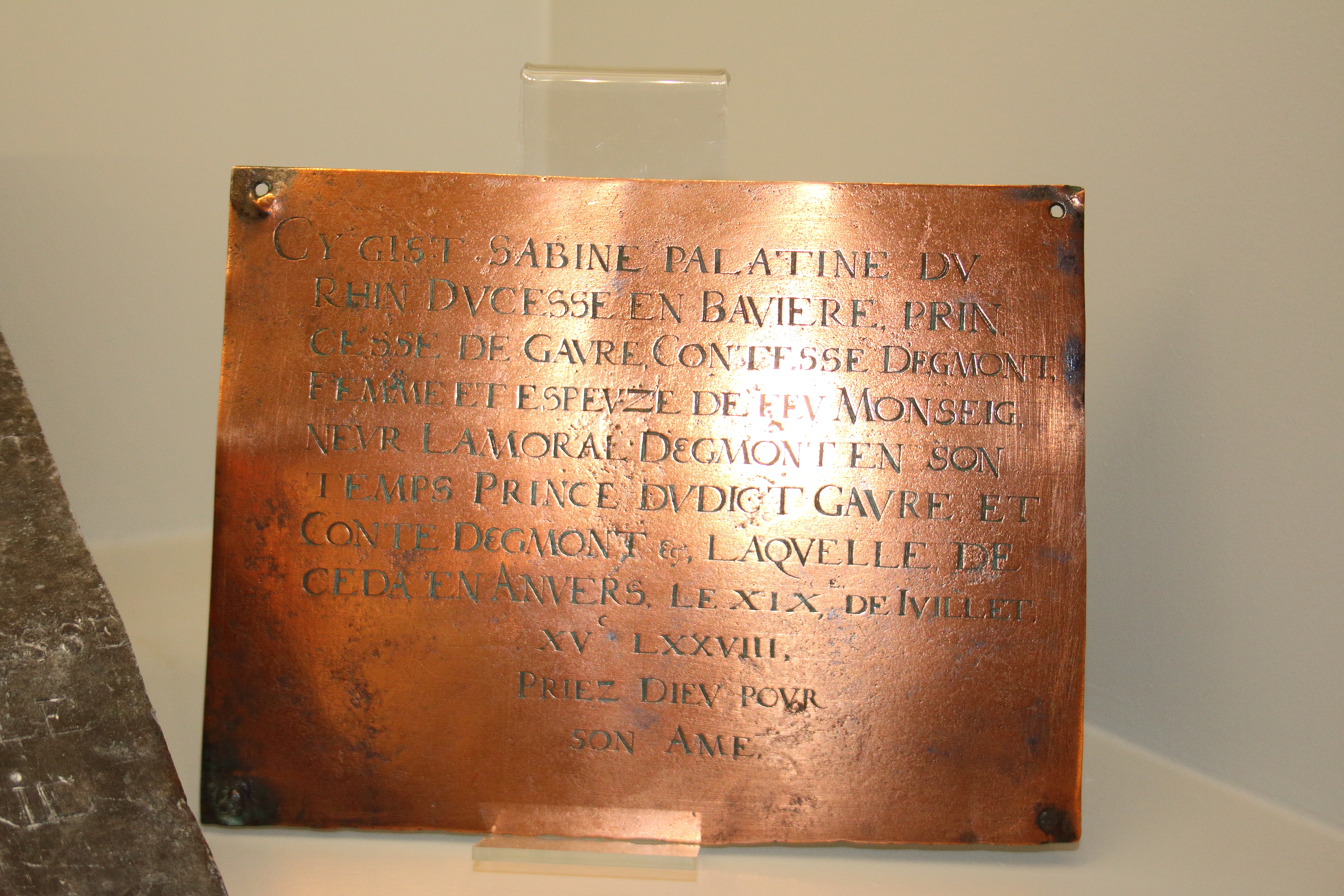